# Розенов, Эмилий Карлович
Эмилий Карлович Розенов (15 (27) октября 1861, Париж, Франция —  17 июня 1935, Москва, СССР) — математик, российский и советский музыковед, пианист, композитор, критик, педагог, лектор, музыкально-общественный деятель.

## Детство и учёба
Э. К. Розенов родился в семье врача Карла Федоровича Розенау, уроженца Праги, переменившего свою фамилию на Розенова при переезде в Россию и принятии русского подданства. Эмилий рос и воспитывался в Москве в семье своей сводной сестры Марии Петровны Давыдовой (урожденной Моллер), бывшей замужем за Августом Юльевичем Давыдовым — российским математиком （президентом Московского математического общества）и братом выдающегося русского виолончелиста и педагога Карла Юльевича Давыдова.
В доме А. Ю. Давыдова царила подлинно художественная атмосфера, часто устраивались музыкальные вечера, куда приглашали знаменитых музыкантов: Н. Г. и А. Г. Рубинштейнов, А. Н. Есипову, И. И. Венявского, Е. А. Лавровскую, В. И. Сафонова.
Первым музыкальным педагогом Э. К. Розенова была Е. Я. Длотовская, ученица пианиста и композитора Иосифа Геништы, а затем Эмилий стал брать уроки по фортепиано у профессора К. К. Клиндворта.
Ещё в детские годы Э. К. Розенов сблизился с двоюродным братом отцаНиколаем Дмитриевичем Брашманом, известным математиком и профессором Московского университета, привившим мальчику любовь к математике. Это увлечение не ослабевало на протяжении всей жизни Э. К. Розенова.
Окончив в 1879 году Вторую московскую гимназию, Эмилий Карлович поступил в 1880 году на математический факультет Московского университета и закончил его через четыре года кандидатом математических наук.

За исследование «О центрах притяжения» он был оставлен при университете. Но увлечение музыкой пересилило и в 1884—1889 годах он обучался в Московской консерватории на фортепианном отделении. Сначала в классе Н. С. Зверева, а затем перешёл к В. И. Сафонову. Теоретические предметы Э. К. Розенов изучал под руководством Г. А. Лароша и А. С. Аренского. 
В 1889 году моя старшая сестра Евгения Фабиановна окончила консерваторию по классу В. И. Сафонова, а я перешла к нему же на старшее отделение. Одновременно со мной в его же классе учился А. Скрябин.
У нас часто собирались товарищи моей сестры по классу Сафонова, и постепенно организовался маленький музыкальный кружок, в который входили Э. К. Розенов, М. Н. Курбатов, А. Т. Гречанинов, теоретик И. Н. Протопопов, А. А. Ярошевский и другие.
В этом кружке проигрывались все новые сочинения и старых и молодых композиторов. Помню, как исполняли у нас симфонию Калинникова, новые песни Гречанинова; приезжал к нам и Сергей Рахманинов, играл отрывки из «Алеко» и показывал первые свои романсы. Мы, сёстры, обычно исполняли хоровые сочинения.
По окончании консерватории наши пути разошлись. Рахманинов всецело погрузился в творческую работу и вскоре стал выдающимся пианистом и крупным композитором, а мы со старшей сестрой ждали, пока закончит музыкальное образование наша младшая сестра (третья) Мария Фабиановна, чтобы совместно открыть свою музыкальную школу
Е. Ф. Гнесина «О Рахманинове»

## Деятельность в Российской империи
В Московской консерватории Э. К. Розенов преподавал игру на фортепиано (1906—1916), вел курс «Научные основы фортепианной техники» (1905—1915). Читал лекции в Обществе музыкальных собраний в Петербурге.
Наряду с исследовательскими работами Э. К. Розенов проявлял себя и как музыкальный критик и рецензент, выступая с 1893 года на страницах газет «Новости дня», «Московские ведомости», «Новости дня и вечера», «Moskauer Deutsche Zeitung» и т. д.
В 1909 году в Москве по инициативе С. И. Танеева и В. А. Булычева было создано общество «Музыкально-теоретическая библиотека». Действительными членами «Музыкально-теоретической библиотеки» состояли многие виднейшие музыканты, в том числе Э. К. Розенов. По мнению учредителей, такое общество должно было стать общественным музыкально-просветительным центром с целью создания источниковедческой базы для широкой научной работы. К 1921 году фонд общества насчитывал 36 000 томов книжных и нотных изданий.
Первое собрание общества состоялось 6 апреля 1911 года. По инициативе Э. К. Розенова было решено организовать фортепианно-педагогическую секцию, которая занималась бы специальными вопросами фортепианной методологии.
Музыкально-критическую и научную деятельность Э. К. Розенов успешно сочетал с выступлениями на концертной эстраде в качестве пианиста. Он охотно участвовал в камерных инструментальных и вокальных концертах.
```
”Исполненный во втором отделении квинтет Бетховена для фортепиано  (Э. К. Розенов), гобоя, кларнета （С. В. Розанов), фагота （А. Е. Абегауз）и  валторны (Н. В. Кудряшов) имел наибольший успех. Сыгранный со строго классической нюансировкой, с удивительным единодушием, квинтет вызвал общее одобрение. Розенов, исполнивший партию фортепиано, бывший ученик В. И. Сафонова, выказал значительный талант и полное классическое музыкальное понимание” （“Новости дня”, 1895, 10 марта,   N 4213）.
```

## О применении Закона золотого деления к музыке

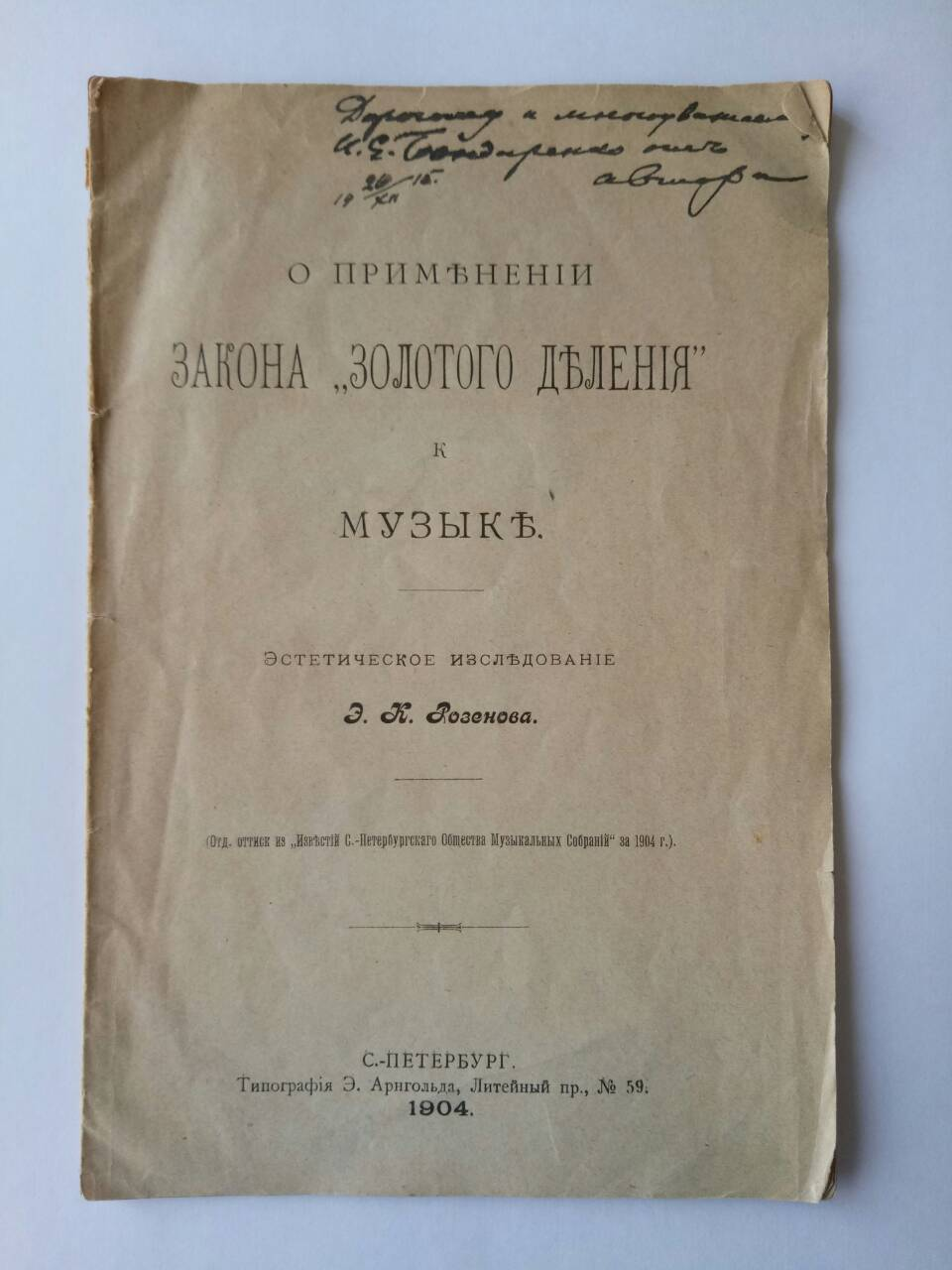
Книга Э. К. Розенова с дарственной надписью автора

Одна из первых и самых известных работ Э. К. Розенова «О применении закона золотого деления к музыке» （опубликована в «Известиях С.-Петербургского общества музыкальных собраний», Спб., 1904）
Впервые представлена в форме доклада 15 октября 1903 года на заседании Московского научно-музыкального кружка （создан по инициативе С. И. Танеева и А. Ф. Самойлова, 1902—1904 гг.）. Эту работу можно считать одним из первых математических исследований музыкальных произведений.
Анализируя многие музыкальные произведения и стихотворения различных авторов, Э. К. Розенов обнаружил общую закономерность, выраженную в определённых числовых соотношениях—так называемое «золотое сечение» или, говоря математическим языком, «деление в крайнем и среднем отношении».
Исследование Э. К. Розенова было поистине универсально и не потеряло своего значения и для современной музыкальной науки.

## Деятельность в Советской России
С 1917 года Э. К. Розенов участвовал во многих общественных начинаниях и музыкальных организациях. Он был везде, где требовалось квалифицированное мнение специалиста. 
В 1919 году Э. К. Розенов начинает работать в качестве председателя Комиссии библиотечного подотдела Музыкального отдела при Наркомпросе РСФСР. Он разработал специальный план, по которому в Москве учреждались пять отделений музыкальных библиотек-читален: 1) академическое—при Румянцевском музее; 2） художественно-профессиональное—при Московской консерватории; 3) хоровое и этнографическое—при Русском хоровом обществе; 4) музыкально-театральное—при Театральной библиотеке; 5) педагогическое—при Художественно-профессиональном союзе музыкантов-педагогов.
В 1920 году Э. К. Розенов стал членом ученого совета и председателем научно-технической секции Академического отдела Наркомпроса (АК МУЗО). Большой его заслугой явилось приглашение для работы в АК МУЗО ряда талантливых ученых, в том числе М. В. Иванова—Борецкого.

В 1921 году по решению коллегии Академического отдела Наркомпроса был организован Государственный институт музыкальной науки (ГИМН). Ученого интересовали сами процессы образования впечатления вообще (в частности, он высказывает гипотезу «о физиологическом процессе запечатления и осознания как ассоциативном явлении»).
«Самая проблема фундаментального изучения позитивной эстетики была выдвинута одним из наиболее видных деятелей музыкальной науки прошлой эпохи — Э. К. Розеновым»
Сабанеев Л. Л. «Музыка после Октября»
В своей работе «Рациональная музыкальная эстетика» Э. К. Розенов рассматривает также условия привлекательности для человека различных явлений природы и произведений искусства с точки зрения физиологии, психологии, социологии; анализирует причины и источники различных уровней эмоционального возбуждения.
Э. К. Розенов возглавлял в ГИМНе Комиссию по разработке новых тональных систем (теоретическая ассоциация). Одним из первых в отечественном музыкознании Э. К. Розенов начал объединять в своих исследованиях достижения нескольких наук: многие его работы затрагивают одновременно вопросы теории и эстетики; психологии и физиологии； теории, эстетики и психологии; музыки и акустики.
Под председательством Э. К. Розенова работала секция (первоначально—комиссия) по вокальной методологии. Члены секции исследовали различные певческие навыки с точки зрения акустико-физиологических основ, что было продиктовано стремлением разработать вопросы постановки голоса на научной основе.
Э. К. Розенов работал в Государственной академии художественных наук (ГАХН), действительным членом которой он состоял с 1923 года. Он руководил в ГАХНе Комиссией по психотехнике вокального искусства. Здесь под его руководством изучались фонетические особенности русской речи, анализировались приемы правильнои дикции. При комиссии было организовано бесплатное обучение сольному пению участников лабораторных опытов. Члены комиссии читали популярные лекции для любителей музыки на различных предприятиях по таким темам, как «Устройство и функции голосового аппарата», «Художественные требования, предъявляемые к певческому звуку и исполнению», «Средства певца для выполнения художественных требований» и др. Для работы в этой комиссии были привлечены вокальные педагоги, многие из которых были в прошлом известными мастерами русской оперной сцены （Е. Г. Азерская, Н. И. Гандольфи-Калнынь, Т. С. Любатович, Н. В. Салина, В. А. Страхова）. В разработке многих вопросов вокального искусства комиссия поддерживала связи с рядом учреждений: Биофизическим институтом имени Лазарева； отделением экспериментальной физиологии Медицинского института; акустической лабораторией ГИМНа; вокальной лабораторией при Московской консерватории. В ГАХНе Э. К. Розенов руководил также подсекцией музыкальной теории.
В начале 1930-х годов Э. К. Розенов работал в Государственной академии искусствознания (ГАИС, заведующий подкомиссией по вокальной дикции при лаборатории экспериментального искусствознания), в Российском театральном обществе (председатель секции по разработке научно-вокальной методики), читал лекции.
Э. К. Розенов скончался 17 июня 1935 года в Москве. Урна с прахом захоронена в колумбарии Донского кладбища.

## Труды Э. К. Розенова
Многое из литературного наследия Э. К. Розенова ещё не опубликовано. Частично труды Э. К. Розенова хранятся в его фонде в Государственном центральном музее музыкальной культуры имени М. И. Глинки. Часть его трудов утрачена и о них можно узнать лишь по названиям, упоминаемым в периодике и в ряде музыковедческих исследовании. Изданные же работы Э. К. Розенова давно стали библиографической редкостью. Между тем они представляют большую научную ценность, свидетельствуют о разносторонних интересах и знаниях учёного.
Хранителем литературного наследия Э. К. Розенова являлась его дочь Н. Э. Киселева.

### Сочинения
- Научные основы фортепианной педагогики и вытекающий из них «естественный метод» преподавания, «Изв. С.-Петербургского общества музыкальных собраний», С.-Петербург, 1904, янв.-февр.;
- О применении закона «Золотого деления» в музыке. Эстетическое исследование, «Изв. С.-Петербургского общества музыкальных собраний», С.-Петербург, 1904;
- Очерк истории оратории, М., Московская симфоническая капелла, 1910；
- И. С. Бах (и его род), М., Московская симфоническая капелла, 1911;
- Э. Розенов. «Несколько мыслей о современной музыкальной педагогии». Музыкальный альманах. Редакция Г. Ангерт. Е. Шор. -М. Бетховенская студия. 1914 г. ；
- Закон золотого сечения в поэзии и в музыке, в кн.: Сборник работ физиолого- психологической секции ГИМНа, вып. 1, М., 1925;
- О развитии и преобразовании тональной системы. Сборник работ Комиссии по музыкальной акустике, вып. 1, М., 1925;
- Учение о примерном тоне, в кн.: Сборник докладов… на первой Всероссийской конференции вокальных ученых и педагогов, М., 1926;
- Творческие достижения Бетховена в области музыкальной формы, «Музыка и революция», 1927, No 3;
- Новое в учении о гармонии, там же, 1927, No 9;
- Об основных принципах клавирной методики, в кн.: Сборник работ фортепианно-методологической секции, вып. 1, м., 1930.
- Э. К. Розенов. «Музыкальные памятники Эллады». Сборник, М.,1933.

### Рецензии
- Чешский квартет, «Новости дня», 1895, 2 февраля, N4182.
- Второе квартетное собрание, «Новости дня», 1895, 4 февраля, N41824.
- Четвёртое симфоническое собрание, «Новости дня», 1895, 6 марта, N4214.
- Второе квартетное собрание, «Новости дня», 1895, 23 октября, N4444.
- Второе симфоническое собрание музыкального общества, «Новости дня», 1895, 11 ноября, N4463.
- Концерт К. Н. Игумнова, «Новости дня», 1895, 16 ноября, N4468.
- Третье симфоническое собрание, «Новости дня», 1895, 28 ноября, N4480.
- Концерт Гофмана, «Новости дня», 1895, 3 декабря, N4485.
- Квартетное собрание, «Новости дня», 1895, 21 декабря, N4503.
- Пятое симфоническое собрание, «Новости дня», 1896, 6 января, N4517.
- Концерт в пользу фонда вдов и сирот артистов, «Новости дня», 1896, 14 февраля, N4536.
- Восьмое симфоническое собрание, «Новости дня», 1896, 2 марта, N4573.
- Десятое симфоническое собрание и итоги сезона, «Новости дня», 1896, 19 марта, N4590.
- Седьмое симфоническое собрание, «Новости дня», 1897, 29 января, N4903.
- О кончине И. Брамса, «Московские ведомости», 1897, 24 марта （5 апреля）, N82.
- «Опричник», «Новости дня», 1897, 24 октября, N5170.
- «Хованщина», «Новости дня», 1897, 17 ноября, N5194.
- «Садко», «Новости дня», 1897, 29 декабря, N5235.
- Седьмое симфоническое собрание, «Новости дня», 1898, 29 января, N5266.
- Открытие музыкального сезона, «Новости дня», 1898, 20 октября, N5535.
- Второе симфоническое собрание, «Новости дня», 1898, 10 ноября, N5550.
- «Моцарт и Сальери», «Новости дня», 1898, 27 ноября, N5567.
- «Борис Годунов», «Новости дня», 1898, 7 декабря, N5577
- «Борис Годунов», «Новости дня», 1898, 9 декабря, N5579.
- Пятое симфоническое собрание, «Новости дня», 1899, 12 января, N5612.
- Пятисотое симфоническое собрание, «Новости дня», 1899, 1 февраля, N5631.
- «Орлеанская дева», «Новости дня», 1899, 5 февраля, N5636.
- «Царская невеста» в частной опере, «Новости дня», 1899, 25 октября, N5897.

### Исследования и доклады
- «О жизненном происхождении фуги и входящих в её состав контрапунктических форм» （представлена на заседании Московского научно-музыкального кружка 11 декабря 1902 года）.
- «Цель и направление деятельности фортепиано—педагогической секции в связи с запросами общества к задачам фортепианной педагогики» （доклад 11 марта 1912 года на торжественном заседании общества «Музыкально-теоретическая библиотека», посвященном памяти Н. Г. Рубинштейна）.
- «Исторический обзор фортепиано педагогической литературы» （ восемнадцать докладов на заседаниях общества «Музыкально-теоретическая библиотека» в период 3 ноября 1911 года по 12 апреля 1912 года ）.
- «По вопросу об изменяемости оттенков фортепианного тембра» （24 января 1913 года, там же）.
- Основы фортепианной техники в современной музыкальной педагогике" (1914)
- «По вопросу о преобразовании тональной системы» （ 24 февраля 1917 года, там же）.
- «Основания для установлении новой тональной системы» （заседание АК МУЗО）
- «Свойства звукового восприятия» （там же）
- Историко-теоретическое исследование «О древнегреческой музыке» （там же）
 «Эстетические законы, лежащие в основе музыкального построения» （заседание Комиссии по экспериментальной эстетики ГИМНа）
- «Психо-физиологические основы ладовых построений» （там же）
- «О некоторых законах музыкальной формы» （там же）
- «Что такое постановка голоса» （секция по вокальной методологии）
- «Учение о примарном тоне» （там же）
- «Внегласное голосообразование и его методологическое значение»（там же）
- «Отношение высотообразования к самообразованию певческого голоса» （там же）
- «Грудной резонанс и его отношение к атаке звука» （там же）
- «О мускульных и осязательных движениях певца» （там же）
- «Новейшие французские акустические приборы для записи и фонографирования звуков и применение их к исследованию в области вокальной методологии и архитектурной акустики» (Акустическая комиссия ГИМНа)
- «Различие тональных и модуляционных функций одноимённых, но акустически различных звучаний» （там же）
- "Акустическое тяготение› （там же）
- «Натуральная обертонно-унтертонная 17-ступенная модуляционная система с проектом специального гармониума с тремя мануалами и транспозиционными приспособлениями» （Комиссия ГИМНа по разработке новых тональных систем）
- «Новое в учении о гармонии» （там же）
- «Обзор работ Комиссии по разработке новых тональных систем» （там же）
- «Анализ темперации от 12 до 48 ступеней по способу Г. М. Римского -Корсакова» （там же）
- «Семья Гарсиа по воспоминаниям Элизы Виардо» （там же）
- «Условия ясного звучания согласных» （там же）
- «Классификации трудностей фортепианной игры с точки зрения весового метода» （фортепианно-методологическая секция ГИМНа）
- «Об игре И. С. Баха на клавикордах, клавесине и фортепиано по биографии Форкеля» （там же）
- «К истории фортепиано и его предшественников» （там же）
- «О темпах в старинной музыке» （там же）
- «Фортепианно-методологическая лаборатория и её задачи (выработка научно обоснованного и экспериментально проверенного метода)» （там же）
- «Об изменяемости фортепианного звука» （там же）
- «Вспомогательная гимнастика при игре на фортепиано» （там же）
- «Психофизиологические основы ладовых последований» （там же）
- «Теория и техника управления грудным резонансом как методическая основа вокального
- искусства».
- «Творческие достижения Бетховена в области музыкальной формы»
- «О музыкальном стиле эпохи Возрождения»
- «Диалектически- материалистический метод в экспериментальном искусствознании»
- «Динамика музыки и речи»

### Музыкальные произведения
По сравнению с большим количеством теоретических работ Э. К. Розенова его композиторские опусы занимают скромное место. По-видимому, Эмилия Карловича привлекала вокальная лирика: он автор трех циклов романсов на стихи русских поэтов. Среди его сочинений выделяются две сонаты для фортепиано и струнное трио.
Сочинения для фортепьяно — сонаты: I, II III (неоконч.), Сонатина, Маленькая сюита, цикл Музыкальные памятники Эллады, Мелодия; для хора и ф-п. — Песня вольной Руси, Осень; для голоса и фортепиано- циклы: Песни Сафо, на сл. Н. Липеровской, Пять романсов на сл. М. Лермонтова (1884), романсы, в том числе Великий художник (сл. П. Мельникова-Печерского), Три парки (сл. Н. Минского), Вечерняя звезда (сл. К. Фофанова, 1893), Та бледная рука (сл. Н. Некрасова, 1902), Слышу ли голос твой (сл. М. Лермонтова, 1922), Хотел бы я угаснуть, как заря (сл. А. К. Толстого), Я хочу быть свободной (сл. Т. Щепкиной-Куперник), романс «Зеленый шум» с оркестром.